# Divizia A (2002/2003)
Divizia A (2002/2003) – 85. sezon najwyższej klasy rozgrywkowej piłki nożnej w Rumunii. W rozgrywkach brało udział 16 zespołów, grając systemem kołowym w 2 rundach. Tytułu nie obroniła drużyna Dinamo Bukareszt. Nowym mistrzem Rumunii został zespół Rapid Bukareszt. Tytuł króla strzelców zdobył Claudiu Răducanu, który w barwach klubu Steaua Bukareszt strzelił 17 goli.

## Tabela końcowa
| Lp. | Drużyna                          | M  | Z  | R | P  | Bramki | Bramki | Różn. | Pkt | Uwagi                                        | Bezpośrednio                                               |
| --- | -------------------------------- | -- | -- | - | -- | ------ | ------ | ----- | --- | -------------------------------------------- | ---------------------------------------------------------- |
| 1   | Rapid Bukareszt (M)              | 30 | 20 | 3 | 7  | 59     | 25     | +34   | 63  | Liga Mistrzów UEFA • II runda kwalifikacyjna |                                                            |
| 2   | Steaua Bukareszt                 | 30 | 16 | 8 | 6  | 42     | 27     | +15   | 56  | Puchar UEFA • Runda kwalifikacyjna           |                                                            |
| 3   | Gloria Bystrzyca                 | 30 | 13 | 6 | 11 | 32     | 33     | −1    | 45  | Puchar Intertoto • I runda                   | GLO 3-1 BRA BRA 0-1 GLO                                    |
| 4   | FC Brașov                        | 30 | 13 | 6 | 11 | 37     | 33     | +4    | 45  |                                              | GLO 3-1 BRA BRA 0-1 GLO                                    |
| 5   | Ceahlăul                         | 30 | 12 | 8 | 10 | 43     | 33     | +10   | 44  | Puchar Intertoto • I runda                   | CH 3-2 D; D 5-0 CH CR 3-1 D; D 1-0 CR CR 0-0 CH; CH 3-0 CR |
| 6   | Dinamo Bukareszt                 | 30 | 13 | 5 | 12 | 49     | 46     | +3    | 44  | Puchar UEFA • Runda kwalifikacyjna           | CH 3-2 D; D 5-0 CH CR 3-1 D; D 1-0 CR CR 0-0 CH; CH 3-0 CR |
| 7   | CS Universitatea Craiova         | 30 | 12 | 8 | 10 | 36     | 37     | −1    | 44  |                                              | CH 3-2 D; D 5-0 CH CR 3-1 D; D 1-0 CR CR 0-0 CH; CH 3-0 CR |
| 8   | Național Bukareszt               | 30 | 12 | 7 | 11 | 41     | 36     | +5    | 43  |                                              |                                                            |
| 9   | Astra Ploeszti                   | 30 | 13 | 3 | 14 | 42     | 42     | 0     | 42  |                                              |                                                            |
| 10  | Farul Konstanca                  | 30 | 12 | 4 | 14 | 35     | 47     | −12   | 40  |                                              |                                                            |
| 11  | Argeș Pitești                    | 30 | 11 | 5 | 14 | 37     | 41     | −4    | 38  | ARG 3-1 BAC BAC 2-3 ARG                      |                                                            |
| 12  | FCM Bacău                        | 30 | 10 | 8 | 12 | 31     | 31     | 0     | 38  | ARG 3-1 BAC BAC 2-3 ARG                      |                                                            |
| 13  | Oțelul Gałacz                    | 30 | 9  | 9 | 12 | 25     | 37     | −12   | 36  | Kwalifikacja do                              |                                                            |
| 14  | Politehnica/AEK Timișoara        | 30 | 11 | 2 | 17 | 37     | 52     | −15   | 35  | Kwalifikacja do                              |                                                            |
| 15  | Sportul Studențesc Bukareszt (S) | 30 | 9  | 4 | 17 | 44     | 55     | −11   | 31  | Spadek do                                    |                                                            |
| 16  | UTA Arad (S)                     | 30 | 8  | 6 | 16 | 37     | 52     | −15   | 30  | Spadek do                                    |                                                            |